# Scream (filmserie)
 For alternative betydninger, se Scream. (Se også artikler, som begynder med Scream)
Scream er en amerikansk mordmysterie og slasherfilmserie, der inkluderer seks film (og en syvende er under udvikling), en tv-serie, merchandise og spil. De første fire film blev instrueret af Wes Craven. Serien blev skabt af Kevin Williamson, der skrev de første to film og den fjerde, og som vil vende tilbage og indspille den syvende film. Ehren Kruger skrev den tredje, mens den femte og sjette blev instrueret af Matt Bettinelli-Olpin og Tyler Gillett, med Guy Busick og James Vanderbilt som manuskriptforfattere. Dimension Films producerede de første fire film. Spyglass Media Group overtog rettighederne fra femte film med Paramount Pictures som distributør. Filmene har indspillet for over $900 mio. på verdensplan.
Neve Campbell, Courteney Cox, David Arquette og Roger L. Jackson (der lægger stemme til forskellige Ghostface-morder) spillede rollen i de første fem film. Cox og Jackson spillede deres roller i de sjette film, o er de eneste personer, der har medvirket i alle filmene, og Cox er den eneste skuespiller, der har medvirket i seks på hinanden følgende gyserfilm. Campbell vil vende tilbage i den syvende film. Hayden Panettiere spiller med i fjerde og sjette film, mens Melissa Barrera, Jenna Ortega, Mason Gooding og Jasmin Savoy Brown spiller med i femte og sjette film. Jamie Kennedy og Liev Schreiber medvirkede i de første tre film, Skeet Ulrich spiller med i første film og har gæsteoptræden i femte og sjette film, Marley Shelton optræder i fjerde og femte film, mens Jack Quaid spiller med i femte film og har gæsteoptræden i sjette. Derudover har Heather Matarazzo gæsteoptræden i tredje og femte film, og det samme har Nancy O'Dell i anden, tredje og fjerde film. Efter at have medvirket i den ikoniske åbningsscene i første film og på filmplakaten er Drew Barrymore blev associeret med serien. Der er også mange skuespillere, som kun har medvirke i en enkelt af filmene i en birolle eller i en gæsteoptræden.

## Film
| Film      | Udgivet           | Instruktør(er)                        | Manuskriptforfatter(e)        | Producerer                                          |
| --------- | ----------------- | ------------------------------------- | ----------------------------- | --------------------------------------------------- |
| Scream    | 20. december 1996 | Wes Craven                            | Kevin Williamson              | Cary Woods & Cathy Konrad                           |
| Scream 2  | 12. december 1997 | Wes Craven                            | Kevin Williamson              | Wes Craven, Cathy Konrad & Marianne Maddalena       |
| Scream 3  | 4. februar 2000   | Wes Craven                            | Ehren Kruger                  | Cathy Konrad, Kevin Williamson & Marianne Maddalena |
| Scream 4  | 15. april 2011    | Wes Craven                            | Kevin Williamson              | Wes Craven, Iya Labunka & Kevin Williamson          |
| Scream    | 14. januar 2022   | Matt Bettinelli-Olpin & Tyler Gillett | James Vanderbilt & Guy Busick | Paul Neinstein, William Sherak & James Vanderbilt   |
| Scream VI | 10. marts 2023    | Matt Bettinelli-Olpin & Tyler Gillett | James Vanderbilt & Guy Busick | Paul Neinstein, William Sherak & James Vanderbilt   |
| Scream 7  | 27. februar 2026  | Kevin Williamson                      | Guy Busick                    | Paul Neinstein, William Sherak & James Vanderbilt   |

## Medvirkende
| Karakter           | Film              | Film              | Film              | Film              | Film               | Film               | Film              | Tv-serie     | Tv-serie     | Tv-serie          |  |
| Karakter           | Scream            | Scream 2          | Scream 3          | Scream 4          | Scream             | Scream VI          | Scream 7          | Scream       | Scream       | Scream            |  |
| Karakter           | 1996              | 1997              | 2000              | 2011              | 2022               | 2023               | 2026              | Sæson 1      | Sæson 2      | Sæson 3           |  |
| ------------------ | ----------------- | ----------------- | ----------------- | ----------------- | ------------------ | ------------------ | ----------------- | ------------ | ------------ | ----------------- |  |
| Ghostface          | Roger L. JacksonV | Roger L. JacksonV | Roger L. JacksonV | Roger L. JacksonV | Roger L. JacksonV  | Roger L. JacksonV  | Roger L. JacksonV | Mike VaughnV | Mike VaughnV | Roger L. JacksonV |  |
| Sidney Prescott    | Neve Campbell     | Neve Campbell     | Neve Campbell     | Neve Campbell     | Neve Campbell      |                    | Neve Campbell     |              |              |                   |  |
| Gale Weathers      | Courteney Cox     | Courteney Cox     | Courteney Cox     | Courteney Cox     | Courteney Cox      | Courteney Cox      | Courteney Cox     |              |              |                   |  |
| Dewey Riley        | David Arquette    | David Arquette    | David Arquette    | David Arquette    | David Arquette     | David ArquetteP    | David Arquette    |              |              |                   |  |
| Billy Loomis       | Skeet Ulrich      |                   |                   |                   | Skeet UlrichC      | Skeet UlrichC      |                   |              |              |                   |  |
| Randy Meeks        | Jamie Kennedy     | Jamie Kennedy     | Jamie KennedyCM   |                   |                    |                    |                   |              |              |                   |  |
| Cotton Weary       | Liev SchreiberCM  | Liev Schreiber    | Liev Schreiber    |                   |                    |                    |                   |              |              |                   |  |
| Neil Prescott      | Lawrence Hecht    |                   | Lawrence HechtC   |                   |                    |                    |                   |              |              |                   |  |
| Hank Loomis        | C.W. Morgan       |                   | C.W. MorganC      |                   |                    |                    |                   |              |              |                   |  |
| Casey Becker       | Drew Barrymore    | Heather GrahamCM  |                   |                   |                    |                    |                   |              |              |                   |  |
| Reporter           |                   | Nancy O'DellCM    | Nancy O'DellCM    | Nancy O'DellCM    |                    |                    |                   |              |              |                   |  |
| Martha Meeks       |                   |                   | Heather Matarazzo |                   | Heather MatarazzoC |                    |                   |              |              |                   |  |
| Kirby Reed         |                   |                   |                   | Hayden Panettiere | Hayden PanettiereP | Hayden Panettiere  |                   |              |              |                   |  |
| Judy Hicks         |                   |                   |                   | Marley Shelton    | Marley Shelton     |                    |                   |              |              |                   |  |
| Sam Carpenter      |                   |                   |                   |                   | Melissa Barrera    | Melissa Barrera    |                   |              |              |                   |  |
| Tara Carpenter     |                   |                   |                   |                   | Jenna Ortega       | Jenna Ortega       |                   |              |              |                   |  |
| Chad Meeks-Martin  |                   |                   |                   |                   | Mason Gooding      | Mason Gooding      |                   |              |              |                   |  |
| Mindy Meeks-Martin |                   |                   |                   |                   | Jasmin Savoy Brown | Jasmin Savoy Brown |                   |              |              |                   |  |
| Richie Kirsch      |                   |                   |                   |                   | Jack Quaid         | Jack QuaidCMU      |                   |              |              |                   |  |

## Indtjening
| Film          | Udgivelse         | Budget       | Indspilning   | Indspilning   | Indspilning  | Verdensrang | Ref.                 |
| Film          | Udgivelse         | Budget       | USA og Canada | Andre områder | Verdensplan  | Verdensrang | Ref.                 |
| ------------- | ----------------- | ------------ | ------------- | ------------- | ------------ | ----------- | -------------------- |
| Scream (1996) | 20. december 1996 | $14 million  | $103,046,663  | $69,999,977   | $173,046,640 | #1,083      | [ 13 ] [ 14 ]        |
| Scream 2      | 12. december 1997 | $24 million  | $101,363,301  | $71,000,000   | $172,363,301 | #1,090      | [ 15 ] [ 16 ]        |
| Scream 3      | 4. februar 2000   | $40 million  | $89,143,175   | $72,691,101   | $161,838,076 | #1,176      | [ 17 ] [ 18 ]        |
| Scream 4      | 15. april 2011    | $40 million  | $38,180,928   | $58,957,758   | $97,138,686  | #1,895      | [ 19 ] [ 20 ]        |
| Scream (2022) | 14. januar 2022   | $24 million  | $81,641,405   | $57,233,384   | $138,874,789 | #1,369      | [ 21 ] [ 22 ]        |
| Scream VI     | 10. marts 2023    | $35 million  | $108,391,107  | $60,672,743   | $169,063,850 | #1,115      | [ 23 ] [ 24 ] [ 25 ] |
| Total         | Total             | $177 million | $521.766.579  | $390.554.963  | $912.325.342 |             |                      |

## Modtagelse
| Film          | Opsummering       | Opsummering     | Offentlige  | Offentlige |
| Film          | Rotten Tomatoes   | Metacritic      | CinemaScore |            |
| ------------- | ----------------- | --------------- | ----------- | ---------- |
| Scream (1996) | 81% (88 reviews)  | 65 (25 reviews) | N/A         |            |
| Scream 2      | 82% (84 reviews)  | 63 (22 reviews) | B+          |            |
| Scream 3      | 41% (125 reviews) | 56 (32 reviews) | B           |            |
| Scream 4      | 60% (190 reviews) | 52 (32 reviews) | B−          |            |
| Scream (2022) | 76% (301 reviews) | 60 (49 reviews) | B+          |            |
| Scream VI     | 76% (308 reviews) | 61 (53 reviews) | B+          |            |

## Stab
Stab er en fiktiv Horrorfilm der optræder i Scream 2. Filmen var baseret på Gale Weathers 'bog, The Woodsboro Murders, en sensationel genfortælling af begivenhederne i den første film.

### Plot
I den lille Californiske by Woodsboro, bliver en High School elev ved navn Casey Becker ringet op af en ukendt mand der spørg hende, hvad hendes yndlings gyserfilm er, men samtalen løber ud af kontrol, og hun bliver truet på livet. Han fortæller, at han har hendes kæreste som gidsel. Efter at Casey svarer forkert på et spørgsmål, bliver Steve dræbt, men da Casey nægter at lege mere, bliver hun overfaldt, og hendes krop bliver hængt op i et træ, så nu er en maskeret morder, som er kendt som Ghostface, på fri fod. Han dræber studenterpiger og forsøger at myrde en High School-studerende ved navn Sidney Prescott, efter hendes mor blev dræbt for et år siden. Nu er det op til Sidney og hendes venner, sammen med vicedirektør Dewey Riley og reporteren Gale Weathers, at finde ud af, hvem morderen er, og om Woodsboro nogensinde bliver fredelig og rolig igen.
Relation til Scream 4
Mordene, der var i den oprindelige Stab, er relateret til mord i Scream 4. Som to børn blev myrdet i deres hus (Casey og Steve), er nu knyttet til Marnie og Jenny. Da den hotteste pige i skolen, Tatum bliver myrdet bagefter, som er relateret til Olivia.

### Medvirkende
- Tori Spelling som Sidney Prescott
- David Schwimmer som Dewey Riley
- Jennifer Jolie som Gale Weathers
- Luke Wilson som Billy Loomis
- Heather Graham som Casey Becker
- Austin Croshere som Stu Macher
- Kathryn Elizabeth som Tatum Riley
- Michael Neithardt som Cotton Weary